# Coleophora tauricella
Coleophora tauricella là một loài bướm đêm thuộc họ Coleophoridae. Nó được tìm thấy ở Croatia và Hy Lạp.
Ấu trùng ăn Echium species. Chúng tạo một tổ hình ống màu nâu nhạt dài 13 mm với góc miệng khoảng 50°.